# Видем при Птују
Видем при Птују (словен. Videm pri Ptuju) је насеље и управно средиште општине Видем, која припада Подравској регији у Републици Словенији.
По попису становништва из 2011. године, насеље Видем при Птују имало је 471 становника.